# Raffaella (album 1971)
Raffaella è l'album di debutto della cantante italiana Raffaella Carrà, pubblicato e distribuito nel 1971 dall'etichetta discografica RCA.

## Descrizione
Il disco, composto principalmente da cover e dai brani dei 3 singoli che lo anticipano, è stato pubblicato sull'onda del grande successo del programma televisivo Canzonissima 1970 e di quello personale della vedette. Contiene Ma che musica maestro, sigla iniziale di quella trasmissione.
La copertina apribile a libretto reca all'interno due fotografie dell'artista scattate da Sandro Morriconi. 
Ristampato nel 2017 dalla Sony Music su LP (cat. 88985461171), è comparso su CD senza rimasterizzazione nel 2001 a cura della RCA Italiana (cat. 74321860242) per la serie "Gli Indimenticabili".
Le durate dei brani, pubblicate solo nell'edizione su CD, sono assenti su tutti gli altri supporti.
È stato ristampato in Vinile Giallo nel 2021 per il 50º anniversario, raggiungendo la 2ª posizione della classifica dei vinili.
Dal 26 maggio 2023 l'album è disponibile su tutte le piattaforme digitali, tra cui Spotify.

## I brani
Per dettagli sugli altri brani fare click sul titolo corrispondente nella sezione Tracce.
- Conta su di me
Cover di Climax (pseudonimo di Gianni Meccia e Jimmy Fontana) e Gianni Boncompagni, del pezzo Footprints on the Moon composto, scritto, interpretato e inciso dall'autore originale Johnny Harris (John Stanley Livingstone Harris, musicista scozzese) in un suo singolo del 1969 (Warner Bros. Records WB 8000).[5]

- I Say a Little Prayer
Singolo del 1967 di grandissimo successo per Dionne Warwick, estratto dall'album The Windows of the World dello stesso anno.
Brano oggetto di cover da parte di molti altri artisti stranieri.

- TOP
Versione in italiano, ancora di Climax e Boncompagni, di T.O.P singolo del 1969 per il suo autore Oscar Harris, frontman del gruppo The Twinkle Stars.[6]

- Pensami
Titolo originale Who Are We (1967) canzone di James Last su un testo di Norman Newel,[7] adattato in italiano dai soliti Climax e Boncompagni.
Scritta originariamente per il quasi sconosciuto cantante canadese George Walker.[8]

- If I Give My Heart to You
Celeberrima canzone di Jimmy Brewster, Jimmie Crane e Al Jacobs, grande successo originale di Doris Day, 4 posto nelle classifiche americane l'11 settembre 1954, conseguito anche dalle incisioni nello stesso anno da parte di innumerevoli famosi artisti d'oltreoceano come Denise Lor, Bing Crosby, Duke Ellington, Nat King Cole e da altri successivamente, come Ella Fitzgerald nel 1968.
Il testo è stato parodiato da Paul Hogan nel film Mr. Crocodile Dundee del 1986 quando dice: "If I give my heart to you, I'll have none and you'll have two!".

- Domenica non è
Altro testo adattato in italiano, questa volta dai soli Meccia e Boncompagni, del brano Hum a Song (from Your Heart) scritto da Richard Ross e interpretato dalla cantante scozzese Lulu (all'epoca moglie di Maurice Gibb) in un singolo del 1970 per l'album Melody Fair dello stesso anno.[9]

## Tracce
Lato A
1. Chissà chi sei (Sookie Sookie) – 2:25 (testo: Climax, Gianni Boncompagni – musica: Don Covay, Steve Cropper; edizioni musicali Ri-Fi)
2. Conta su di me (Footprints on the Moon) – 3:03 (testo: Climax, Gianni Boncompagni – musica: Johnny Harris; edizioni musicali Suvini Zerboni)
3. I Say a Little Prayer – 3:08 (Hal David, Burt Bacharach; edizioni musicali Accordo)
4. TOP (T.O.P) – 3:15 (testo: Climax, Gianni Boncompagni – musica: Oscar Harris, Frank Smith; edizioni musicali Saar - Bospel)
5. Pensami (Who Are We) – 3:13 (testo: Climax, Gianni Boncompagni – musica: James Last; edizioni musicali Alfiere)
6. Ma che musica maestro – 3:16 (testo: Sergio Paolini, Stelio Silvestri – musica: Franco Pisano; edizioni musicali BMG Ricordi)

Lato B
1. Dudulalà – 2:38 (testo: Climax, Gianni Boncompagni – musica: Eduardo Carballo, Carlos Levin; edizioni musicali BMG Relay)
2. Non ti mettere con Bill – 2:54 (testo: Gianni Boncompagni – musica: Franco Pisano; edizioni musicali BMG Ricordi)
3. If I Give My Heart to You – 2:34 (Jimmy Brewster, Jimmie Crane, Al Jacobs; edizioni musicali Curci)
4. Reggae Rrrrr! – 2:35 (testo: Gianni Boncompagni – musica: Franco Pisano; edizioni musicali BMG Ricordi)
5. Domenica non è (Hum a Song (from Your Heart)) – 2:31 (testo: Gianni Meccia, Gianni Boncompagni – musica: Richard Ross; edizioni musicali Ri-Fi)

## Musicisti

### Artista
- Raffaella Carrà - voce
- 4+4 di Nora Orlandi - cori in Conta su di me, I Say a Little Prayer, If I Give My Heart to You, Reggae Rrrrr!, Domenica non è
- "I Monelli" di Nora Orlandi - coro dei bambini in Dudulalà

### Arrangiamenti e direzione orchestrale
- Franco Pisano - Ma che musica maestro, Non ti mettere con Bill, Reggae Rrrrr!
- Paolo Ormi - altri brani, tranne Pensami (James Last)